# Sentono
Sentono is een bestuurslaag in het regentschap Klaten van de provincie Midden-Java, Indonesië. Sentono telt 1791 inwoners (volkstelling 2010).